# 下北沢駅
下北沢駅（しもきたざわえき）は、東京都世田谷区北沢二丁目にある、小田急電鉄・京王電鉄の駅である。
新宿と渋谷の二大繁華街に鉄道で直結していることから、当駅周辺の下北沢も「シモキタ」と通称されるにぎやかな商業地となっている。

## 乗り入れ路線
小田急電鉄の小田原線と、京王電鉄の井の頭線の2路線が乗り入れ、各路線ごとに駅番号が付与されている。京王電鉄は井の頭南管区所属。
- 小田急電鉄： 小田原線 - 駅番号「OH 07」
- 京王電鉄： 井の頭線 - 駅番号「IN05」

## 歴史
- 1927年（昭和2年）4月1日：小田原急行鉄道小田原線の下北沢駅開業[3]。
- 1933年（昭和8年）8月1日：帝都電鉄の下北沢駅開業[4]。
- 1937年（昭和12年）9月1日：小田原線の「直通」の停車駅となる。
- 1940年（昭和15年）5月1日：帝都電鉄の同じ鬼怒川水力電気系列の小田原急行鉄道に合併して同社の帝都線となる[5]。
- 1941年（昭和16年）3月1日：鬼怒川水力電気と小田原急行鉄道が合併、小田急電鉄となる[5]。
- 1942年（昭和17年）5月1日：東京横浜電鉄に合併され、東京急行電鉄（大東急、現・東急電鉄）の駅となる。帝都線を井の頭線とする。
- 1945年（昭和20年）6月：小田原線にて従来、新宿駅 - 稲田登戸駅（現・向ヶ丘遊園駅）間のみ運行の「各駅停車」が全線で運行されることとなり、「直通」が廃止される。
- 1946年（昭和21年）10月1日：小田原線に準急が設定され、停車駅となる。
- 1948年（昭和23年）
  - 6月1日：東京急行電鉄の解体により、小田原線が小田急電鉄、井の頭線が京王帝都電鉄（1998年に京王電鉄と改称）の所有路線となる[6]。
  - 9月：小田急線に桜準急が設定され、停車駅となる。
- 1949年（昭和24年）10月1日：小田急線に急行が復活し、停車駅となる。
- 1955年（昭和30年）3月25日：小田急線に通勤急行が設定され、停車駅となる。
- 1957年（昭和32年）
  - この年：小田急線に夏季のみ運行の快速急行が設定され、停車駅となる。海水浴客輸送用の臨時列車であり、2012年時点で運行されている快速急行とは一切関係ない。
  - 5月1日：ホーム有効長が6両編成分となる[7]。
- 1960年（昭和35年）3月25日：小田急線に通勤準急が設定され、停車駅となる。この頃まで、小田急電鉄の駅の中では新宿駅に次ぎ乗降人員第2位をほぼ維持していた。
- 1964年（昭和39年）11月5日：小田急線に快速準急が設定され、停車駅となる。
- 1971年（昭和46年）12月15日：井の頭線に急行が設定され、停車駅となる。
- 2002年（平成14年）3月23日：小田急線に湘南急行・多摩急行が設定され、停車駅となる[8]。
- 2004年（平成16年）
  - 9月：小田急線の連続立体化・複々線化工事に着手[9]。
  - 12月11日：小田急線に快速急行・区間準急が設定され、停車駅となる[10]。湘南急行は快速急行の設定により廃止[10]。
- 2013年（平成25年）3月23日：連続立体交差事業により、小田急線の駅を地下化[11]。
- 2016年（平成28年）3月26日：小田急線の区間準急が廃止[12]。
- 2018年（平成30年）
  - 3月3日：当駅を含む代々木上原駅 - 梅ヶ丘駅間の小田急線が複々線化され、緩行線ホームを使用開始[13]。
  - 3月17日：複々線化に伴う小田急線のダイヤ改正が行われ、通勤急行・通勤準急の停車駅となる[14]。また、多摩急行が廃止される[14]。
- 2019年（平成31年・令和元年）
  - 3月16日：小田急線と井の頭線にそれぞれ中央改札が開設され、小田急線と京王線の改札口が分離[15][16]。
  - 3月29日：ロマンスカーのデザイン、ポスターを長年手掛けた宮永岳彦の原画をもとにした大型陶板レリーフ「出会いそして旅立ち」を小田急線改札内コンコース壁面に設置[17]。
  - 3月30日：小田急線の緩行線ホームにてホームドアの使用を開始[18]。
  - 11月1日：小田急の駅構内に商業施設「シモキタエキウエ」が開業[19]。
- 2020年（令和2年）12月中旬：小田急線の急行線ホームにてホームドアの使用を開始[20]。
- 2021年（令和3年）12月12日：井の頭線の2番線ホームにてホームドアの使用を開始[21]。
- 2022年（令和4年）3月30日：井の頭線の高架下に商業施設「ミカン下北」が開業[22][23]。同年7月28日にグランドオープン[24]。

### 駅名の由来
1927年の開業時、当地は世田ヶ谷町下北沢に位置していたことから。下北沢は前近代の下北澤村に由来する大字で、上流の上北澤村（現・世田谷区上北沢および桜上水ほか）と対比した地名。行政地名としての下北沢は現存せず、当地は世田谷区北沢となっている。

## 駅構造
小田急小田原線と京王井の頭線は当駅で立体交差している。京王が高架駅、小田急が地下駅となっている。小田急の地下化で生じた駅周辺の空き地は「下北線路街」として商業開発されている。
井の頭線が以前小田急系列だった帝都電鉄により建設された路線であり、第二次世界大戦中、ともに小田急電鉄→東京急行電鉄（大東急）の路線となったものが、戦後になって小田急電鉄と京王帝都電鉄（現・京王電鉄）に分割された名残りで、2019年3月15日まで両社線間の連絡通路には改札口がなかった。
南西口・小田急中央口・東口は小田急電鉄、京王中央口・西口は京王電鉄の管理である。
改札分離前は構内に掲示されている時刻表と運賃表は管理会社の様式となっており、構内の通路を介していずれの改札口でも小田急・京王両社の乗車券類が使用可能となっていた。

### 小田急電鉄
複々線区間上にある2層構造の地下駅。地下1階が緩行線ホーム、地下2階が急行線ホームで、それぞれ島式ホーム1面2線を有する。各ホームおよび地上の改札階との間はエレベーター・エスカレーター・階段で連絡している。緩行線は開削工法、急行線はメガネ型シールド工法の構造である。誤乗防止の観点から、地下1階（緩行線）には青色、地下2階（急行線）にはオレンジ色の案内カラーを取り入れ、構内の案内サインやホームドアの帯色に使用して区別を図っている。
街の回遊性を高めるため、2017年10月28日に世田谷代田駅寄りに南西口を新設。南口は2018年3月24日を最後に廃止され、翌25日より従来京王管轄だった北口が小田急管轄となった。2018年12月22日には東口を新設した。
トイレは地上中央口改札内エレベーターホール付近、地下2階1・2番ホーム小田原方、地上東口改札外裏手、2階エキナカ商業施設「シモキタエキウエ」内（改札外、0:30 - 6:00は閉鎖）の改札内外各2か所の合計4か所に設置されており、いずれも多目的トイレを併設した男女別の水洗式である。また、中央口エレベーターホールのトイレには通常のトイレ及び多目的トイレの他、男女共用の子供用トイレも併設されている。
2019年3月16日には小田急中央口が新設（北口は廃止）され、ノーラッチでの共同使用駅制度は同年3月15日終電をもって終了し、京王井の頭線との共用改札から分離して別改札となった。これにより、京王井の頭線の西口からは小田急線を利用できなくなっている。
駅長所在駅で「成城学園前管区下北沢管内」として東北沢駅 - 経堂駅間の各駅を管理している。

#### のりば
| ホーム                  | ホーム | 路線     | 方向                | 種別                                        | 行先                   |
| ----------------------- | ------ | -------- | ------------------- | ------------------------------------------- | ---------------------- |
| 地下2階（急行線）ホーム |        |          |                     |                                             |                        |
|                         | 1      | 小田原線 | 下り                | ■急行 ■快速急行 □通勤急行                   | 小田原・片瀬江ノ島方面 |
| 2                       | 上り   | 小田原線 | 新宿方面            | ■急行 ■快速急行 □通勤急行                   |                        |
| 地下1階（緩行線）ホーム |        |          |                     |                                             |                        |
|                         | 3      | 小田原線 | 下り                | ■各駅停車 ■準急 □通勤準急 ■急行（一部列車） | 小田原・片瀬江ノ島方面 |
| 4                       | 上り   | 小田原線 | 新宿・ 千代田線方面 | ■各駅停車 ■準急 □通勤準急 ■急行（一部列車） |                        |

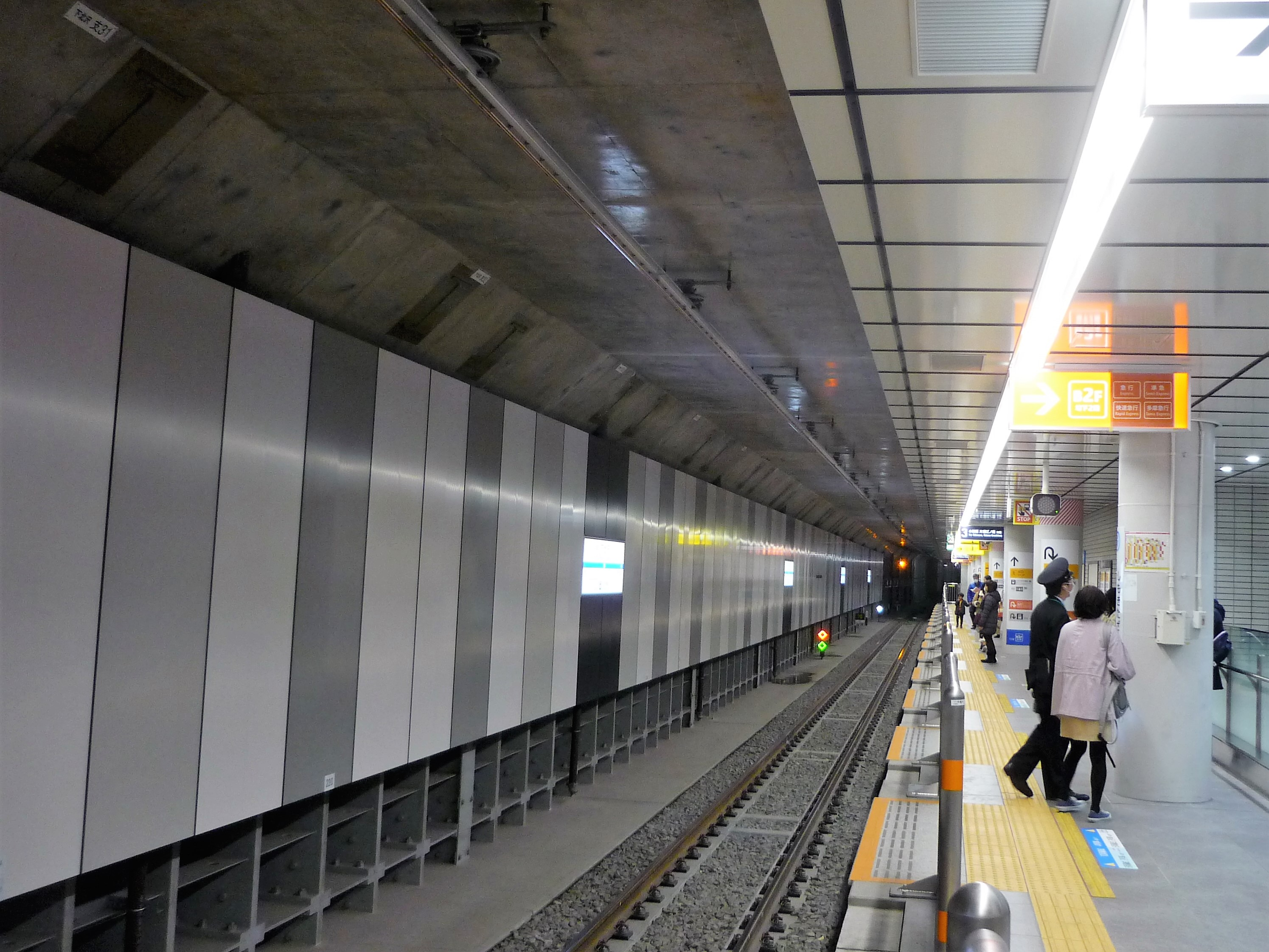
複々線化後の地下2階緩行線ホーム3番ホーム（2018年3月4日）
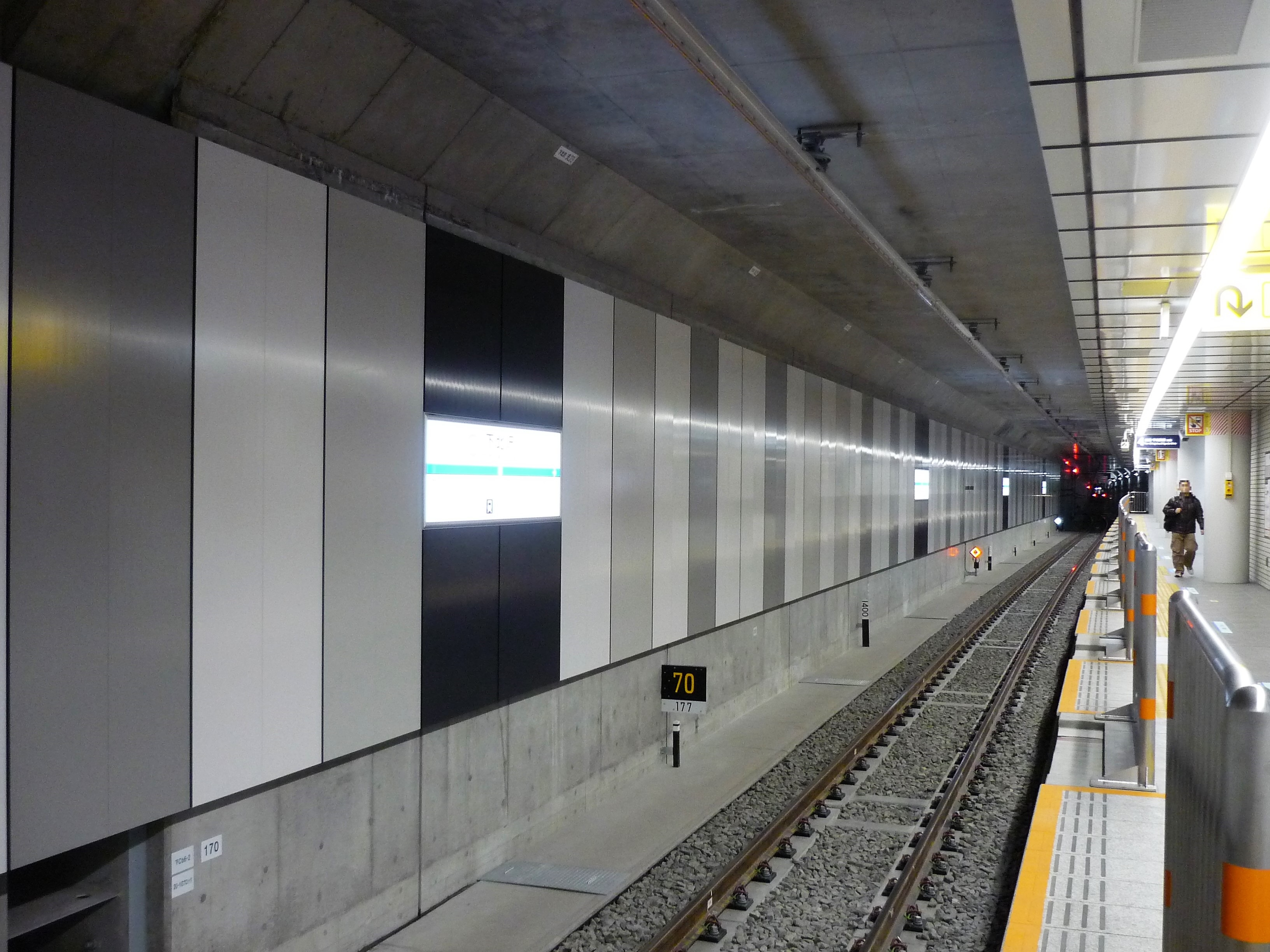
複々線化後の地下2階緩行線ホーム4番ホーム（2018年3月4日）
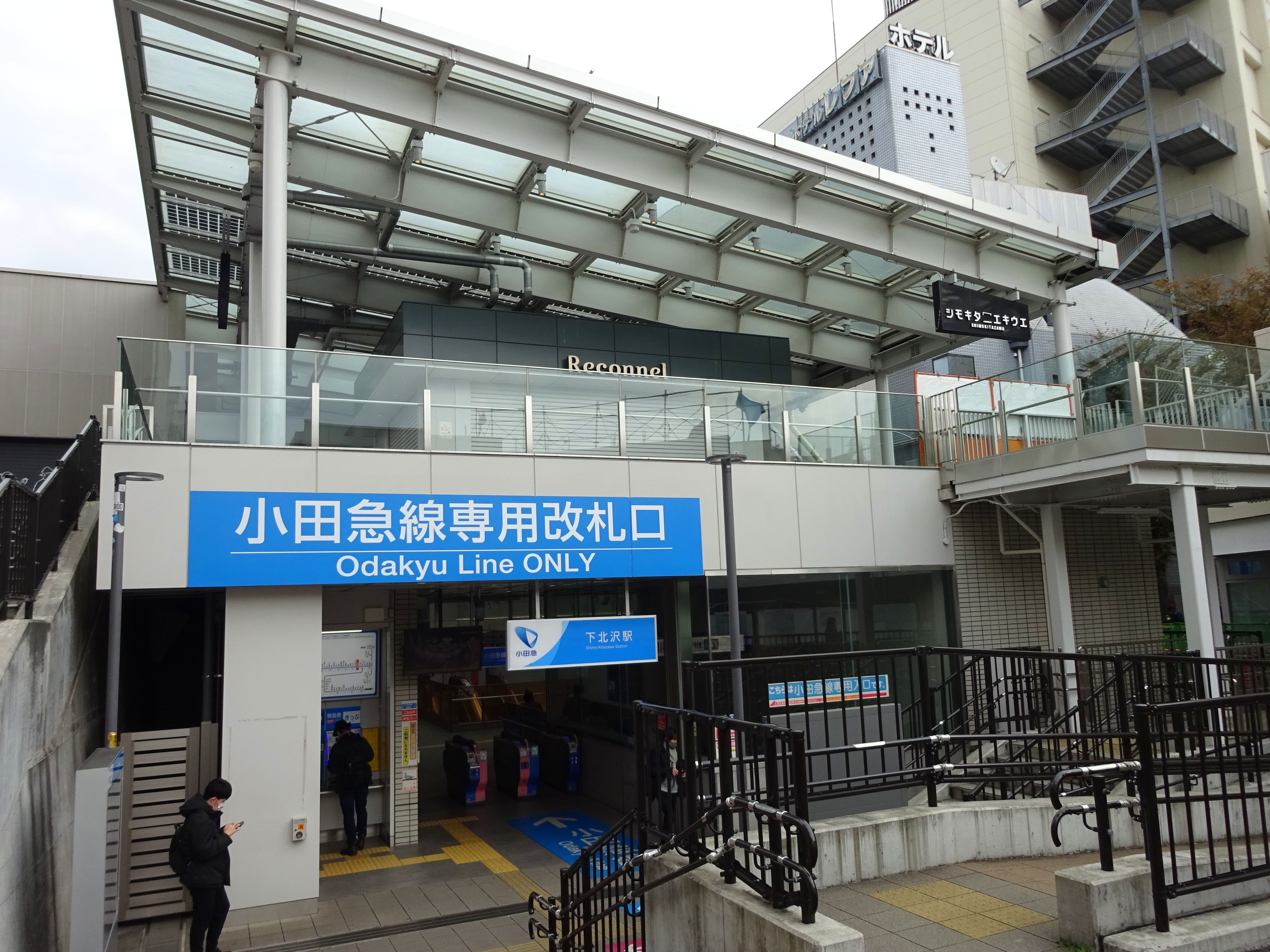
南西口（2021年11月21日）
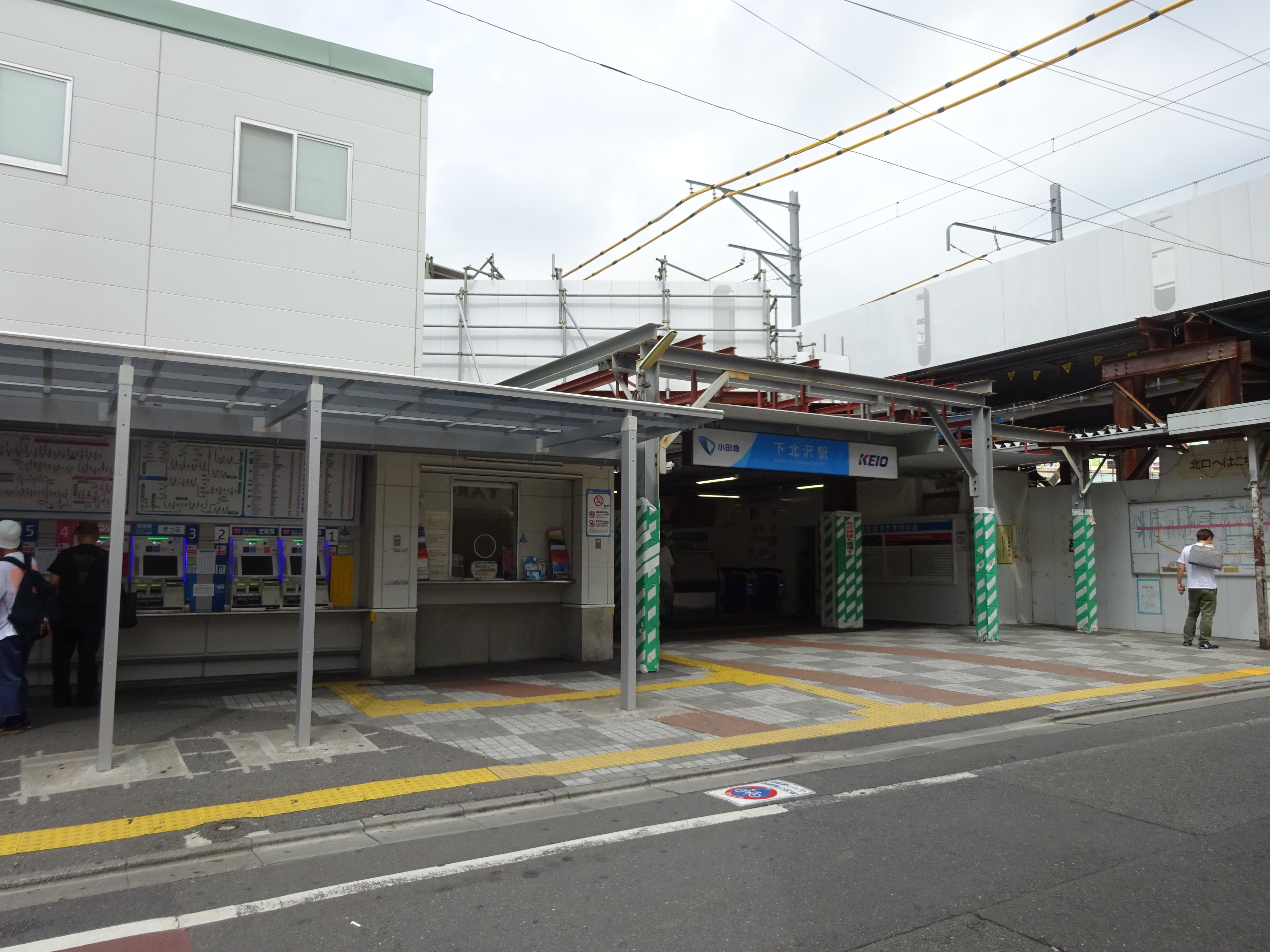
廃止前の南口（2015年9月5日）

#### 地上駅時代

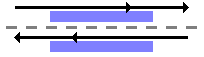
地上駅時代の小田急下北沢駅ホームの配置
左：新宿方面

2013年3月22日までの地上駅時代は、方向別単式ホーム2面2線を有していた。下り線ホームは上下線の間に位置する。開業当初は島式ホームで、上りホームは後に設置された。
南口・北口と改札外コンコースとを連絡するエレベーターが設置されていたが、改札内コンコースとホームを連絡するエスカレーター・エレベーターは設置されていなかった。

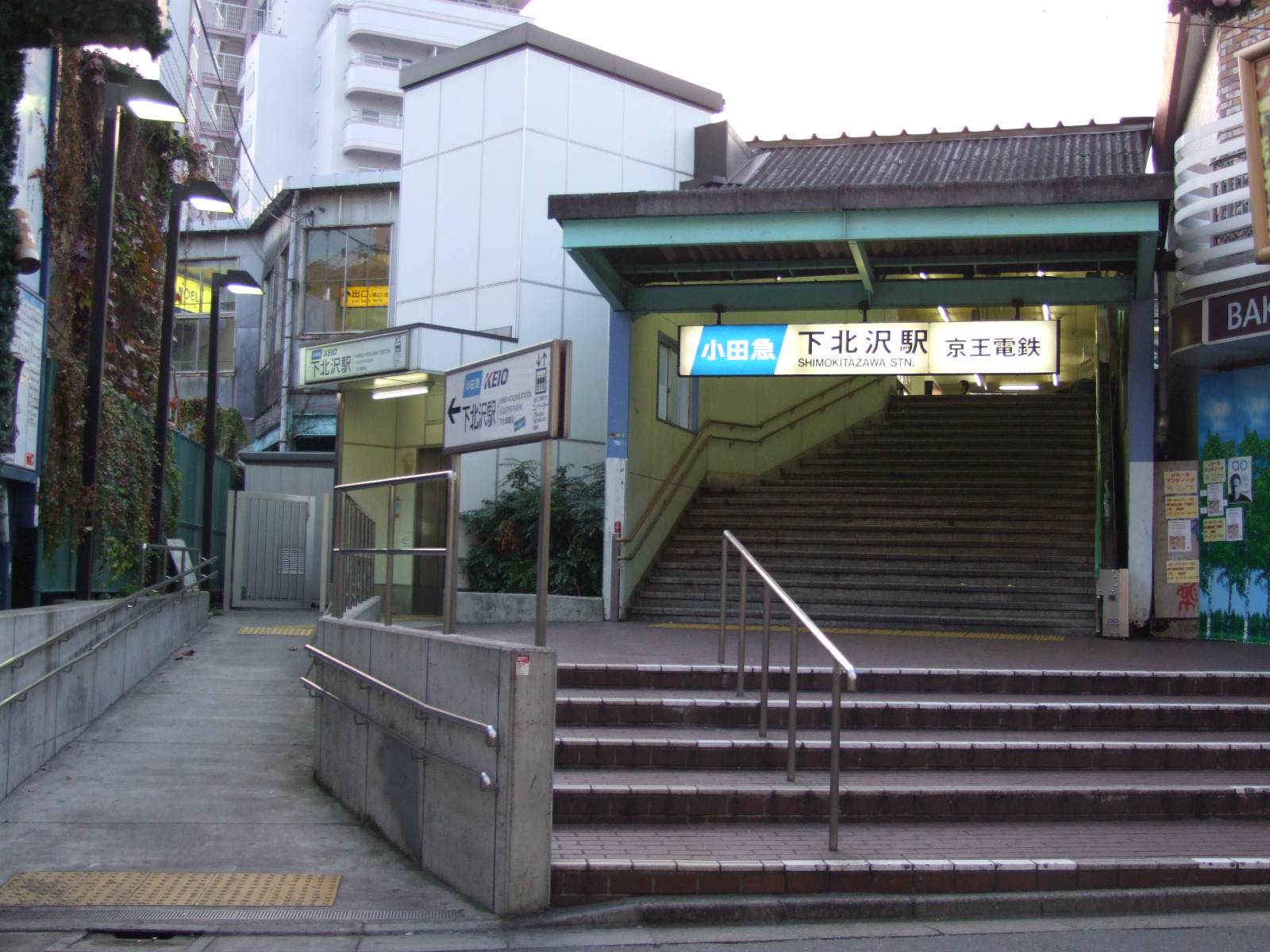
旧北口（2007年12月3日）
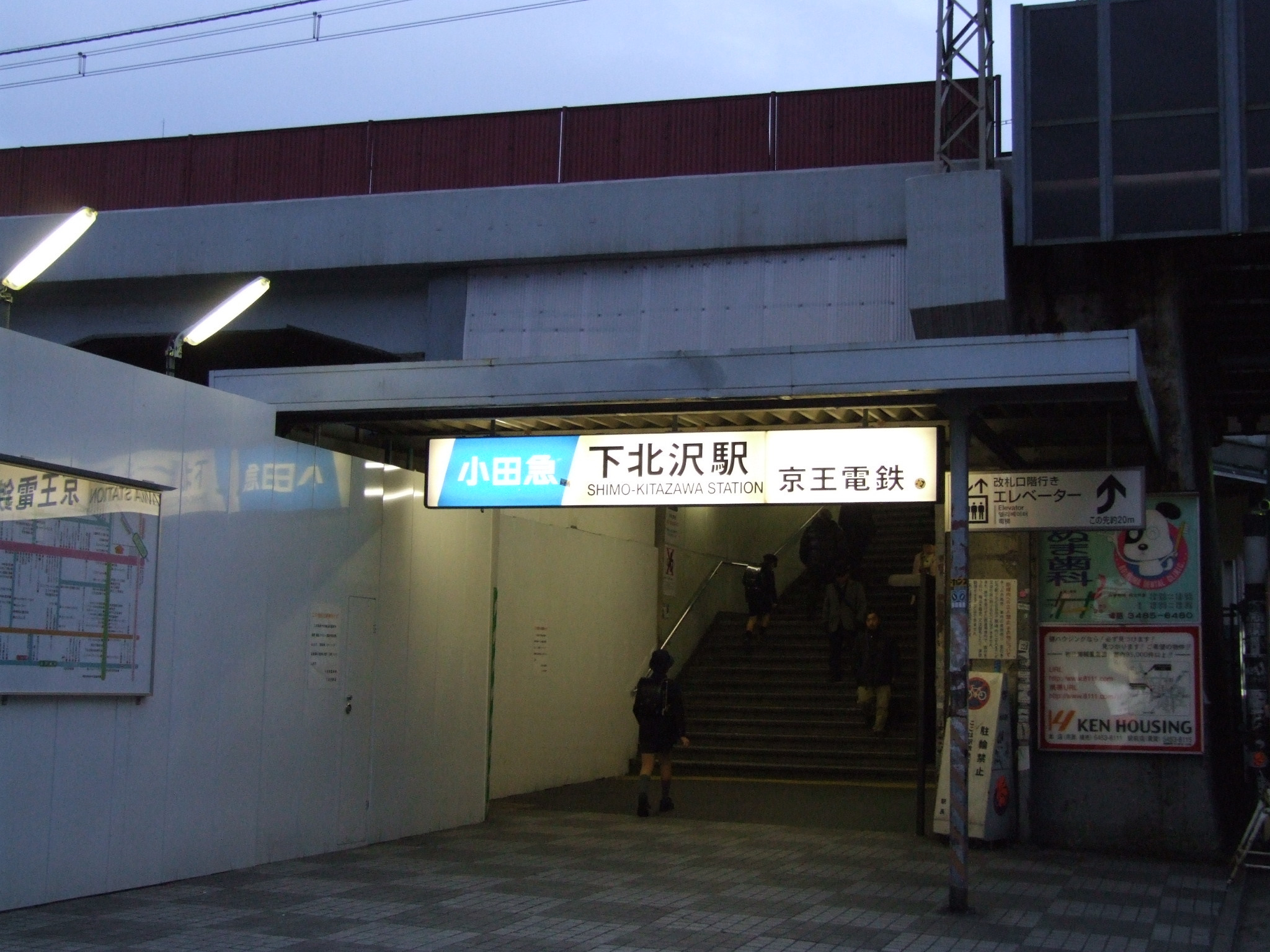
旧南口（2007年11月30日）
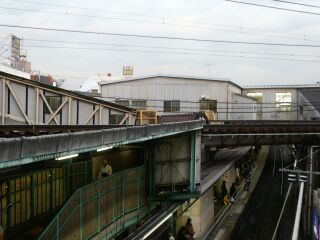
ホーム遠景 上の線路は京王井の頭線、下の小田急小田原線旧線（2003年12月）

#### 地下化後の変遷
2013年3月23日より地下化された。地下化の時点では複々線完成前のため、現在の急行線ホームのみ使用しており、緩行線ホーム階は暫定的に通路として供用されていた。
引き続き、小田原線の複々線化のため、緩行線ホームを建設する工事が進められ、2018年3月3日の完成により当駅は上下2層式のホームを持つ駅となった。同日から3月16日までは各駅停車のみが緩行線、それ以外の列車が急行線を使用していたが、同年3月17日のダイヤ改正後は現行の区分に変更された。
なお、地下化当初は現行の急行線ホーム階が「地下3階」、将来の緩行線ホーム階は「地下2階」と呼称されていたが、複々線完成時に案内表示が変更され、急行線ホーム階が「地下2階」、緩行線ホーム階が「地下1階」とされた。

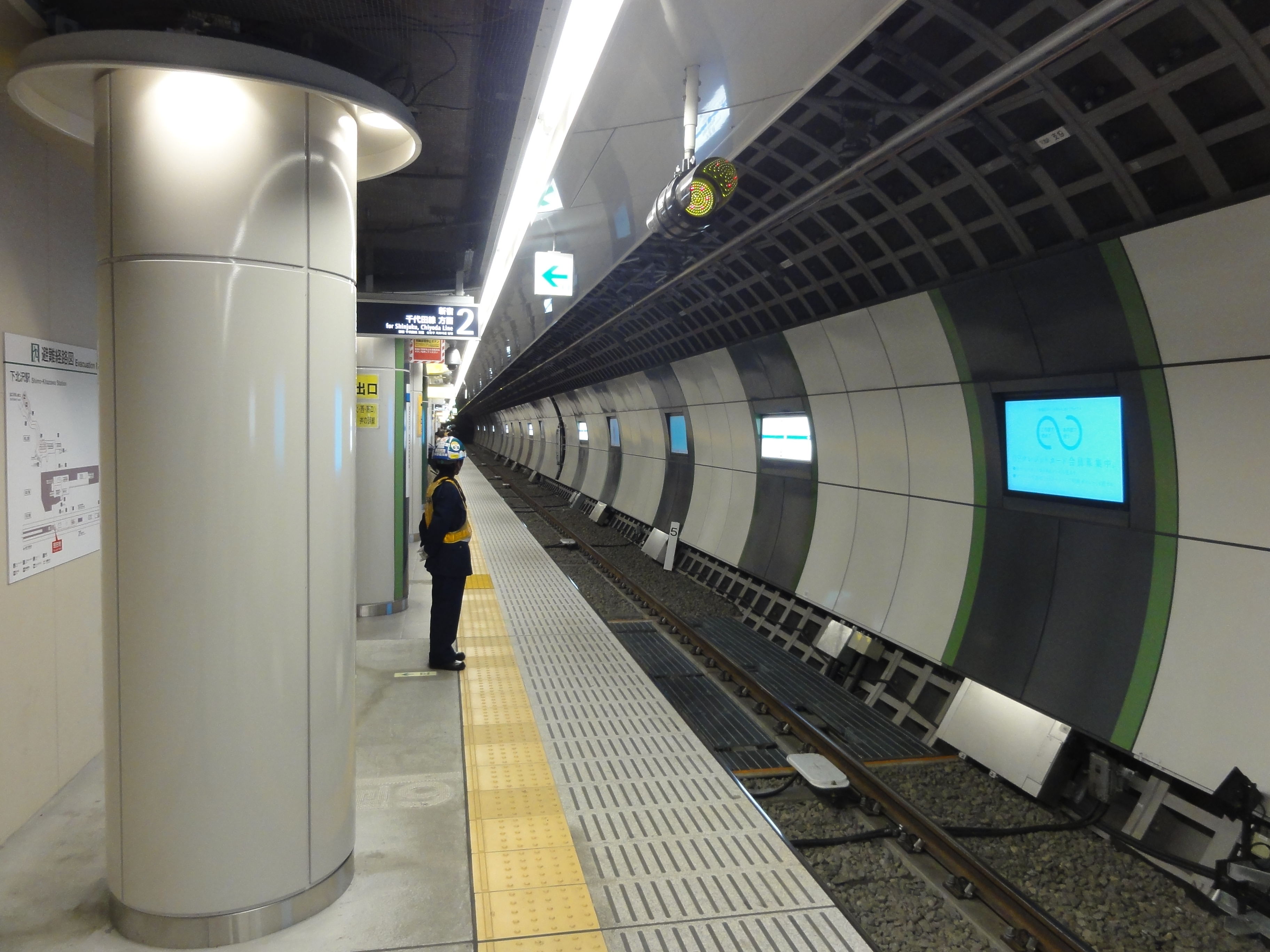
2番ホーム（2013年4月20日）
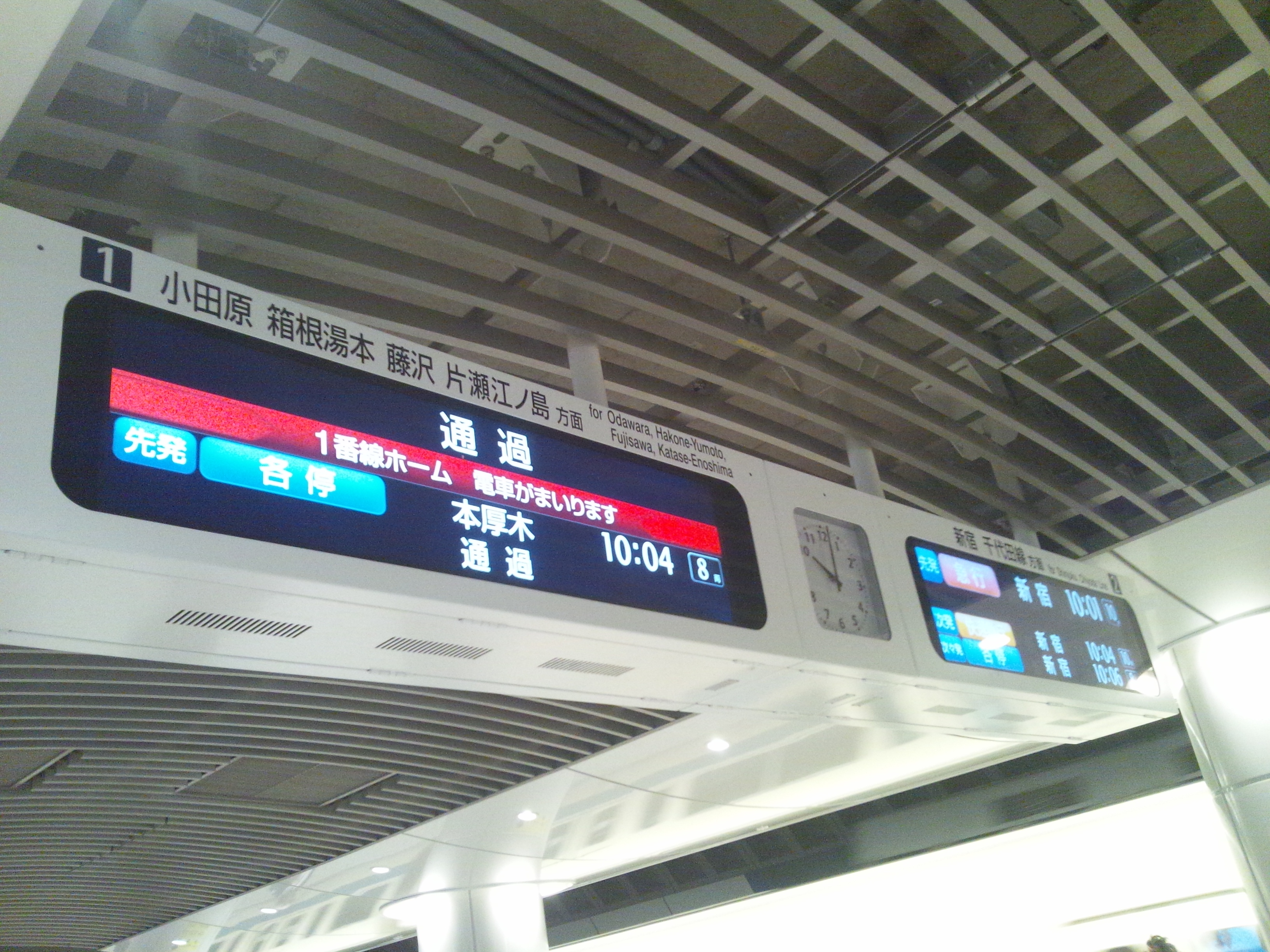
ホームにあるフルカラーLCD式の行先案内表示装置（2013年4月18日）
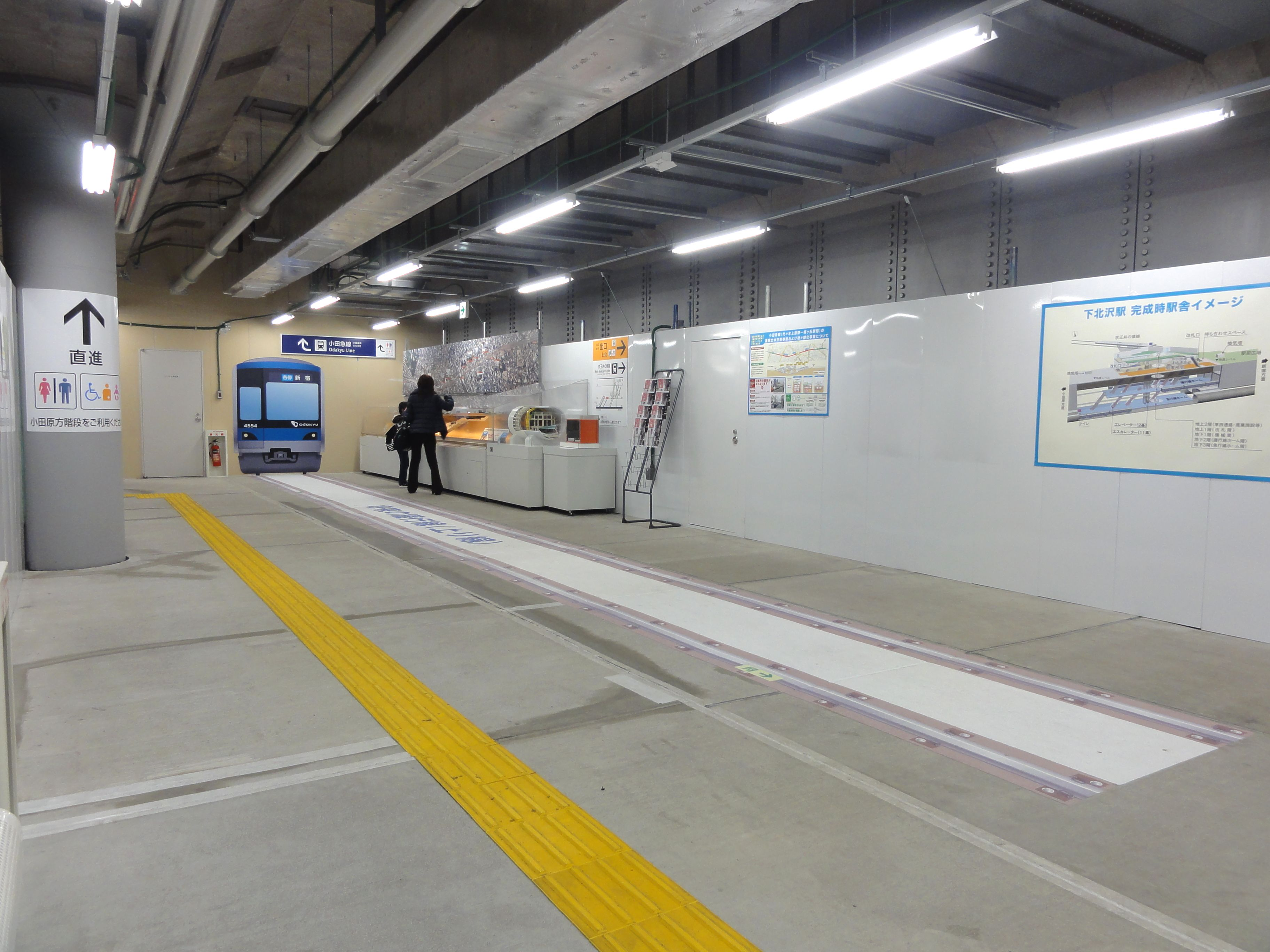
2013年時点の緩行線ホーム階（2013年4月20日）

#### その他の特徴
ホームには新宿駅と同様の発車ベルが設置されているが、通常は使用せず、各方面の終電や輸送混乱時などに使用されている。

### 京王電鉄
島式ホーム1面2線を有する高架駅。ただし、吉祥寺寄りは地表と同じ高さで、ホームのすぐ脇に踏切がある。隣の池ノ上駅とは0.6 km、新代田駅とは0.5 kmしか離れておらず、線形もほぼ直線であるため、ホーム端から隣駅が見渡せる。
改札口は渋谷寄りで小田急の改札と近接した中央口と、吉祥寺寄りの西口（係員不在・インターホン対応）の2か所がある。中央口は地上階が改札フロアであり、ホームとの間には階段に加えてエレベーター1基とエスカレーター3基が設置されている。エスカレーターは1基が上りと階段の併設、残り2基が上り下りの並列となっている。西口は地下に改札フロアがあり、ホームおよび沿道とは階段のみで連絡している。トイレは中央口改札内にあり、男女別のものに加えてバリアフリー型のものも設置されている。
かつてはエスカレーターやエレベーターは設置されていなかったが、小田急のホーム改良工事と合わせてコンコースの拡幅工事が行われ、2015年にエレベーターが新設され、2018年1月31日に階段併設の上りエスカレーター、次いで同年7月8日に上り下り並列のエスカレーターが新設・供用された。なお、従来京王の管轄であった北口は、2018年3月25日より小田急の管轄となった。その後、2019年3月16日に小田急と改札が分離され、北口を廃止して小田急寄り（東寄り）に京王中央口が新設された。

#### のりば
| 番線 | 路線     | 方向 | 行先                               |
| ---- | -------- | ---- | ---------------------------------- |
| 1    | 井の頭線 | 下り | 明大前・永福町・久我山・吉祥寺方面 |
| 2    | 井の頭線 | 上り | 渋谷方面                           |

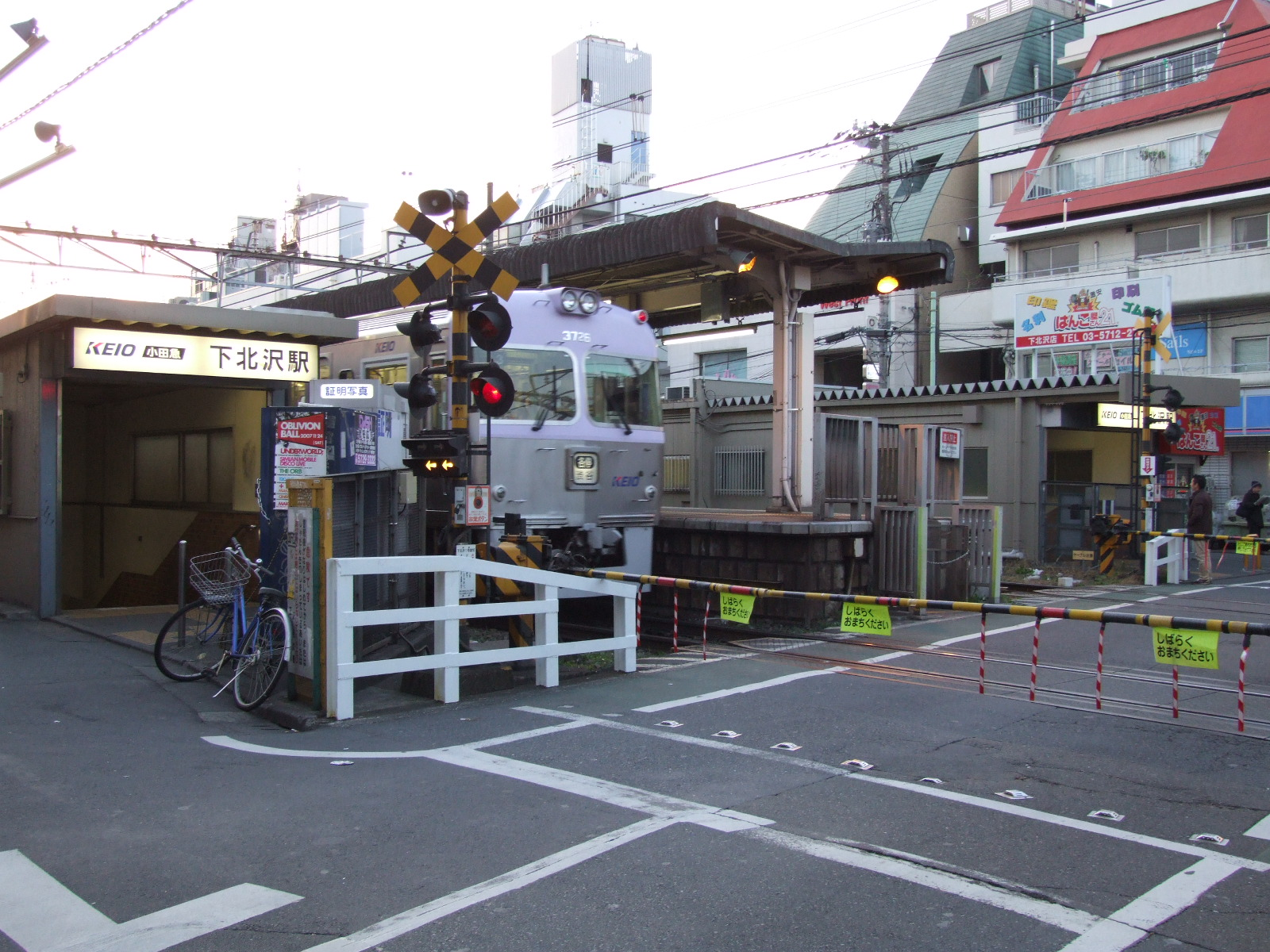
以前の西口（2007年12月7日）
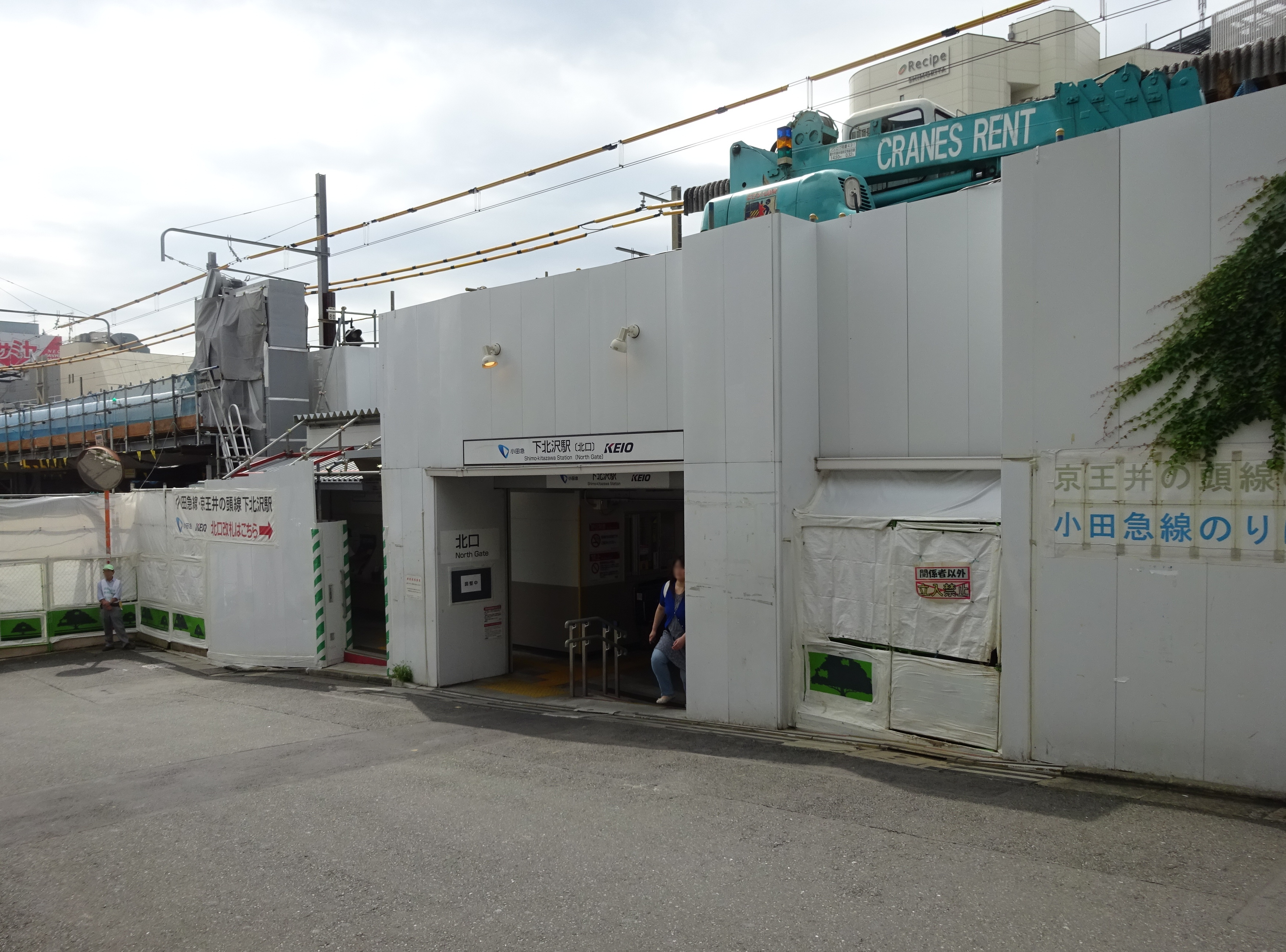
小田急へ移管前の北口（2015年9月5日）

## 利用状況
- 小田急電鉄 - 2024年度の1日平均乗降人員は121,505人である[小田急 1]。
小田急電鉄の全70駅の中では本厚木駅に次いで第8位。
- 京王電鉄 - 2024年度の1日平均乗降人員は107,602人である[京王 1]。
京王電鉄の駅では新宿駅、渋谷駅、吉祥寺駅、調布駅に次いで第5位である。

### 年度別1日平均乗降人員
各年度の1日平均乗降人員は下表の通り。
| 年度               | 小田急電鉄       | 小田急電鉄 | 京王帝都電鉄 / 京王電鉄 | 京王帝都電鉄 / 京王電鉄 |
| 年度               | 1日平均 乗降人員 | 増加率     | 1日平均 乗降人員        | 増加率                  |
| ------------------ | ---------------- | ---------- | ----------------------- | ----------------------- |
| 1928年（昭和03年） | 2,568            |            |                         |                         |
| 1930年（昭和05年） | 5,020            |            |                         |                         |
| 1935年（昭和10年） | 7,386            |            |                         |                         |
| 1940年（昭和15年） | 15,190           |            |                         |                         |
| 1946年（昭和21年） | 24,051           |            |                         |                         |
| 1950年（昭和25年） | 36,094           |            |                         |                         |
| 1955年（昭和30年） | 46,700           |            | 67,517                  |                         |
| 1960年（昭和35年） | 62,834           |            | 60,930                  |                         |
| 1961年（昭和36年） | 69,337           | 10.3%      | 66,895                  | 9.8%                    |
| 1962年（昭和37年） | 75,405           | 8.8%       | 72,132                  | 7.8%                    |
| 1963年（昭和38年） | 75,892           | 0.6%       | 72,661                  | 0.7%                    |
| 1964年（昭和39年） | 80,743           | 6.4%       | 77,156                  | 6.2%                    |
| 1965年（昭和40年） | 84,088           | 4.1%       | 80,556                  | 4.4%                    |
| 1966年（昭和41年） | 89,118           | 6.0%       | 83,788                  | 4.0%                    |
| 1967年（昭和42年） | 94,929           | 6.5%       | 87,160                  | 4.0%                    |
| 1968年（昭和43年） | 100,603          | 6.0%       | 93,594                  | 7.4%                    |
| 1969年（昭和44年） | 112,127          | 11.5%      | 102,583                 | 9.6%                    |
| 1970年（昭和45年） | 121,567          | 8.4%       | 104,752                 | 2.1%                    |
| 1971年（昭和46年） | 122,840          | 1.0%       | 212,760                 | [ 要出典 ]              |
| 1972年（昭和47年） | 127,661          | 3.9%       | 109,891                 |                         |
| 1973年（昭和48年） | 129,864          | 1.7%       | 115,056                 | 4.7%                    |
| 1974年（昭和49年） | 129,956          | 0.1%       | 118,132                 | 2.7%                    |
| 1975年（昭和50年） | 129,170          | −0.6%      | 118,541                 | 0.3%                    |
| 1976年（昭和51年） | 129,450          | 0.2%       | 122,380                 | 3.2%                    |
| 1977年（昭和52年） | 133,665          | 3.3%       | 125,143                 | 2.3%                    |
| 1978年（昭和53年） | 131,582          | −1.6%      | 122,255                 | −2.3%                   |
| 1979年（昭和54年） | 132,789          | 0.9%       | 121,455                 | −0.7%                   |
| 1980年（昭和55年） | 135,768          | 2.2%       | 121,334                 | −0.1%                   |
| 1981年（昭和56年） | 133,990          | −1.3%      | 128,481                 | 5.9%                    |
| 1982年（昭和57年） | 135,032          | 0.8%       | 129,597                 | 0.9%                    |
| 1983年（昭和58年） | 138,508          | 2.6%       | 131,902                 | 1.8%                    |
| 1984年（昭和59年） | 136,956          | −1.1%      | 134,059                 | 2.0%                    |
| 1985年（昭和60年） | 139,200          | 1.6%       | 136,371                 | 1.7%                    |
| 1986年（昭和61年） | 142,511          | 2.4%       | 139,132                 | 2.0%                    |
| 1987年（昭和62年） | 143,174          | 0.5%       | 140,164                 | 0.7%                    |
| 1988年（昭和63年） | 144,570          | 1.0%       | 146,035                 | 4.2%                    |
| 1989年（平成元年） | 143,082          | −1.0%      | 148,180                 | 1.5%                    |
| 1990年（平成02年） | 144,689          | 1.1%       | 148,131                 | 0.0%                    |
| 1991年（平成03年） | 145,762          | 0.7%       | 150,907                 | 1.9%                    |
| 1992年（平成04年） | 142,556          | −2.2%      | 146,365                 | −3.0%                   |
| 1993年（平成05年） | 139,235          | −2.3%      | 143,387                 | −2.0%                   |
| 1994年（平成06年） | 137,401          | −1.3%      | 141,243                 | −1.5%                   |
| 1995年（平成07年） | 135,014          | −1.7%      | 139,724                 | −1.1%                   |
| 1996年（平成08年） | 132,145          | −2.1%      | 135,373                 | −3.1%                   |
| 1997年（平成09年） | 130,790          | −1.0%      | 132,215                 | −2.3%                   |
| 1998年（平成10年） | 131,884          | 0.8%       | 133,063                 | 0.6%                    |
| 1999年（平成11年） | 132,383          | 0.4%       | 132,343                 | −0.5%                   |
| 2000年（平成12年） | 132,404          | 0.0%       | 131,925                 | −0.3%                   |
| 2001年（平成13年） | 132,644          | 0.2%       | 130,586                 | −1.0%                   |
| 2002年（平成14年） | 129,835          | −2.1%      | 127,653                 | −2.2%                   |
| 2003年（平成15年） | 128,777          | −0.8%      | 127,787                 | 0.1%                    |
| 2004年（平成16年） | 126,365          | −1.9%      | 126,487                 | −1.0%                   |
| 2005年（平成17年） | 127,048          | 0.5%       | 126,961                 | 0.4%                    |
| 2006年（平成18年） | 129,432          | 1.9%       | 127,832                 | 0.7%                    |
| 2007年（平成19年） | 135,339          | 4.6%       | 132,460                 | 3.6%                    |
| 2008年（平成20年） | 135,225          | −0.1%      | 132,500                 | 0.0%                    |
| 2009年（平成21年） | 134,163          | −0.8%      | 131,441                 | −0.8%                   |
| 2010年（平成22年） | 131,992          | −1.6%      | 128,860                 | −2.0%                   |
| 2011年（平成23年） | 130,794          | −0.9%      | 127,124                 | −1.3%                   |
| 2012年（平成24年） | 132,350          | 1.2%       | 129,558                 | 1.9%                    |
| 2013年（平成25年） | 121,009          | −8.6%      | 118,883                 | −8.2%                   |
| 2014年（平成26年） | 114,669          | −5.2%      | 114,056                 | −4.1%                   |
| 2015年（平成27年） | 114,118          | −0.5%      | 114,269                 | 0.2%                    |
| 2016年（平成28年） | 114,922          | 0.7%       | 114,452                 | 0.2%                    |
| 2017年（平成29年） | 115,658          | 0.6%       | 114,367                 | −0.1%                   |
| 2018年（平成30年） | 118,869          | 2.8%       | 114,175                 | −0.2%                   |
| 2019年（令和元年） | 121,739          | 2.4%       | 115,580                 | 1.2%                    |
| 2020年（令和02年） | 82,821           | −32.0%     | 75,522                  | −34.7%                  |
| 2021年（令和03年） | 96,539           | 16.6%      | 89,091                  | 18.0%                   |
| 2022年（令和04年） | 112,116          | 16.1%      | 102,137                 | 14.6%                   |
| 2023年（令和05年） | 118,852          | 6.0%       | 107,115                 | 4.9%                    |
| 2024年（令和06年） | 121,505          | 2.2%       | 107,602                 | 0.5%                    |

### 年度別1日平均乗車人員（1920年代 - 1930年代）
各年度の1日平均乗車人員は下表の通り。
| 年度               | 小田原 急行鉄道 | 帝都電鉄 | 出典             |
| ------------------ | --------------- | -------- | ---------------- |
| 1927年（昭和02年） | 983             | 未開業   | [ 東京府統計 1 ] |
| 1928年（昭和03年） | 1,297           | 未開業   | [ 東京府統計 2 ] |
| 1929年（昭和04年） | 2,095           | 未開業   | [ 東京府統計 3 ] |
| 1930年（昭和05年） | 2,518           | 未開業   | [ 東京府統計 4 ] |
| 1931年（昭和06年） | 2,774           | 未開業   | [ 東京府統計 5 ] |
| 1932年（昭和07年） | 2,881           | 未開業   | [ 東京府統計 6 ] |
| 1933年（昭和08年） | 2,869           | 2,090    | [ 東京府統計 7 ] |
| 1934年（昭和09年） | 3,342           | 2,629    | [ 東京府統計 8 ] |
| 1935年（昭和10年） | 3,675           | 3,301    | [ 東京府統計 9 ] |

### 年度別1日平均乗車人員（1956年 - 2000年）
| 年度               | 小田急電鉄 | 京王帝都電鉄 / 京王電鉄 | 出典              |
| ------------------ | ---------- | ----------------------- | ----------------- |
| 1956年（昭和31年） | 24,941     | 22,751                  | [ 東京都統計 1 ]  |
| 1957年（昭和32年） | 27,380     | 25,989                  | [ 東京都統計 2 ]  |
| 1958年（昭和33年） | 29,619     | 10,170                  | [ 東京都統計 3 ]  |
| 1959年（昭和34年） | 29,176     | 27,278                  | [ 東京都統計 4 ]  |
| 1960年（昭和35年） | 30,842     | 29,247                  | [ 東京都統計 5 ]  |
| 1961年（昭和36年） | 33,625     | 32,335                  | [ 東京都統計 6 ]  |
| 1962年（昭和37年） | 36,933     | 35,188                  | [ 東京都統計 7 ]  |
| 1963年（昭和38年） | 37,434     | 35,929                  | [ 東京都統計 8 ]  |
| 1964年（昭和39年） | 39,783     | 38,246                  | [ 東京都統計 9 ]  |
| 1965年（昭和40年） | 41,213     | 39,867                  | [ 東京都統計 10 ] |
| 1966年（昭和41年） | 43,546     | 41,727                  | [ 東京都統計 11 ] |
| 1967年（昭和42年） | 46,458     | 43,146                  | [ 東京都統計 12 ] |
| 1968年（昭和43年） | 49,441     | 46,784                  | [ 東京都統計 13 ] |
| 1969年（昭和44年） | 54,439     | 51,075                  | [ 東京都統計 14 ] |
| 1970年（昭和45年） | 57,301     | 53,359                  | [ 東京都統計 15 ] |
| 1971年（昭和46年） | 57,978     | 53,443                  | [ 東京都統計 16 ] |
| 1972年（昭和47年） | 60,353     | 53,948                  | [ 東京都統計 17 ] |
| 1973年（昭和48年） | 62,616     | 56,578                  | [ 東京都統計 18 ] |
| 1974年（昭和49年） | 64,855     | 57,438                  | [ 東京都統計 19 ] |
| 1975年（昭和50年） | 64,374     | 58,328                  | [ 東京都統計 20 ] |
| 1976年（昭和51年） | 64,077     | 59,299                  | [ 東京都統計 21 ] |
| 1977年（昭和52年） | 66,025     | 60,704                  | [ 東京都統計 22 ] |
| 1978年（昭和53年） | 64,468     | 59,096                  | [ 東京都統計 23 ] |
| 1979年（昭和54年） | 64,519     | 60,339                  | [ 東京都統計 24 ] |
| 1980年（昭和55年） | 65,151     | 57,630                  | [ 東京都統計 25 ] |
| 1981年（昭和56年） | 66,326     | 58,003                  | [ 東京都統計 26 ] |
| 1982年（昭和57年） | 66,759     | 58,156                  | [ 東京都統計 27 ] |
| 1983年（昭和58年） | 68,388     | 59,003                  | [ 東京都統計 28 ] |
| 1984年（昭和59年） | 68,099     | 60,258                  | [ 東京都統計 29 ] |
| 1985年（昭和60年） | 69,485     | 61,334                  | [ 東京都統計 30 ] |
| 1986年（昭和61年） | 71,203     | 62,833                  | [ 東京都統計 31 ] |
| 1987年（昭和62年） | 71,539     | 55,500                  | [ 東京都統計 32 ] |
| 1988年（昭和63年） | 71,712     | 65,600                  | [ 東京都統計 33 ] |
| 1989年（平成元年） | 71,119     | 66,225                  | [ 東京都統計 34 ] |
| 1990年（平成02年） | 71,885     | 66,929                  | [ 東京都統計 35 ] |
| 1991年（平成03年） | 72,322     | 68,183                  | [ 東京都統計 36 ] |
| 1992年（平成04年） | 71,148     | 66,337                  | [ 東京都統計 37 ] |
| 1993年（平成05年） | 69,570     | 64,964                  | [ 東京都統計 38 ] |
| 1994年（平成06年） | 68,652     | 64,085                  | [ 東京都統計 39 ] |
| 1995年（平成07年） | 67,437     | 63,306                  | [ 東京都統計 40 ] |
| 1996年（平成08年） | 65,904     | 61,638                  | [ 東京都統計 41 ] |
| 1997年（平成09年） | 63,879     | 60,047                  | [ 東京都統計 42 ] |
| 1998年（平成10年） | 64,200     | 60,499                  | [ 東京都統計 43 ] |
| 1999年（平成11年） | 64,249     | 59,713                  | [ 東京都統計 44 ] |
| 2000年（平成12年） | 64,455     | 60,068                  | [ 東京都統計 45 ] |

### 年度別1日平均乗車人員（2001年以降）
| 年度               | 小田急電鉄 | 京王電鉄 | 出典              |
| ------------------ | ---------- | -------- | ----------------- |
| 2001年（平成13年） | 64,344     | 59,614   | [ 東京都統計 46 ] |
| 2002年（平成14年） | 62,950     | 58,400   | [ 東京都統計 47 ] |
| 2003年（平成15年） | 62,527     | 59,396   | [ 東京都統計 48 ] |
| 2004年（平成16年） | 61,866     | 59,244   | [ 東京都統計 49 ] |
| 2005年（平成17年） | 62,195     | 59,866   | [ 東京都統計 50 ] |
| 2006年（平成18年） | 63,285     | 60,734   | [ 東京都統計 51 ] |
| 2007年（平成19年） | 66,208     | 63,951   | [ 東京都統計 52 ] |
| 2008年（平成20年） | 66,622     | 64,742   | [ 東京都統計 53 ] |
| 2009年（平成21年） | 66,293     | 64,334   | [ 東京都統計 54 ] |
| 2010年（平成22年） | 65,263     | 63,255   | [ 東京都統計 55 ] |
| 2011年（平成23年） | 64,708     | 62,287   | [ 東京都統計 56 ] |
| 2012年（平成24年） | 65,468     | 63,685   | [ 東京都統計 57 ] |
| 2013年（平成25年） | 59,915     | 58,249   | [ 東京都統計 58 ] |
| 2014年（平成26年） | 56,909     | 55,871   | [ 東京都統計 59 ] |
| 2015年（平成27年） | 56,587     | 55,989   | [ 東京都統計 60 ] |
| 2016年（平成28年） | 57,038     | 56,175   | [ 東京都統計 61 ] |
| 2017年（平成29年） | 57,419     | 56,156   | [ 東京都統計 62 ] |
| 2018年（平成30年） | 59,068     | 55,997   | [ 東京都統計 63 ] |
| 2019年（令和元年） | 60,861     | 56,454   | [ 東京都統計 64 ] |
| 2020年（令和2年）  | 41,395     | 37,096   | [ 東京都統計 65 ] |

備考
1. ↑  当駅の乗降人員最高値年度（小田急電鉄）。
2. ↑  当駅の乗降人員最高値年度（京王電鉄）。
3. ↑  1927年4月1日開業。
4. ↑  1933年8月11日開業。

## 駅周辺
- 世田谷区役所北沢総合支所
  - 北沢タウンホール
- 医療法人社団文寿会 福原病院
- 東京消防庁世田谷消防署北沢出張所
- 世田谷北沢郵便局
- 世田谷代沢郵便局
- 下北沢成徳高等学校
- 北澤八幡神社
- カトリック世田谷教会
- 日本ナザレン教団下北沢教会
- 日本基督教団頌栄教会
- 本多劇場グループ
- Recipe SHIMOKITA
- ダイエー下北沢店
- オオゼキ下北沢店
- 昭和信用金庫 本店

### バス路線
最寄り停留所は、当駅から東へ直線距離で約150 mほどの茶沢通り上にある「下北沢駅前」で、小田急ハイウェイバスにより運行される以下の路線が発着する。駅とバス停の間は、井の頭線高架下の商業施設「ミカン下北」に沿った歩行者専用道路を経由して行き来できる。
- 下61 - 北沢タウンホール行／三軒茶屋経由 駒沢陸橋行[注 2]

### 世田谷区画街路10号線（駅前広場等）整備
当駅は駅前のスペースが狭小で駅前広場が整備されておらず、駅に近接する位置に自動車が乗り入れにくい構造となっているため、路線バスの停留所は駅から離れた位置に設置せざるを得ないなど、バス・タクシーなど他の公共交通との交通結節点機能が脆弱な環境下にある。
このため所在地の世田谷区では、小田急小田原線の地下化及び京王井の頭線の高架橋改築に合わせ、当駅において駅前広場の整備を予定している。これは地下化後の小田急の鉄道敷地跡を活用して、駅南北の一体的な歩行者の拠点となるスペースを設けるもので、商業地における希少かつ貴重な空間として、駅周辺地区の商・住空間の向上、下北沢らしさの魅力を一層高めることを目指し、当駅周辺を広域生活拠点として整備する旨を目的としている。
整備事業のうち、駅前広場は2025年度、事業全体としては2028年度の完成を予定している。なお、駅前からやや離れて接続する計画の補助54号線については「補助54号線」、これらへの反対運動については「下北沢#下北沢駅周辺地区街づくり」を参照のこと。

## 隣の駅
小田急電鉄
 小田原線
■快速急行
代々木上原駅 (OH 05) - 下北沢駅 (OH 07) - 登戸駅 (OH 18)
□通勤急行（平日朝上りのみ運転）
代々木上原駅 (OH 05) ← 下北沢駅 (OH 07) ← 成城学園前駅 (OH 14)
■急行・□通勤準急・■準急
代々木上原駅 (OH 05) - 下北沢駅 (OH 07) - 経堂駅 (OH 11)
■各駅停車
東北沢駅 (OH 06) - 下北沢駅 (OH 07) - 世田谷代田駅 (OH 08)
京王電鉄
 井の頭線
■急行
渋谷駅 (IN01) - 下北沢駅 (IN05) - 明大前駅 (IN08)
■各駅停車
池ノ上駅 (IN04) - 下北沢駅 (IN05) - 新代田駅 (IN06)
- 東京大学で入試等が開催される際は、駒場東大前駅に急行が臨時停車する場合がある。